# Broken Arrow (1996)
Broken Arrow is een Amerikaanse actiefilm uit 1996 onder regie van John Woo. 

## Verhaal
Kapitein Riley Hale (Christian Slater) en majoor Vic 'Deak' Deakins (John Travolta) zijn piloten bij de Amerikaanse luchtmacht en voeren met een Stealth-bommenwerper een trainingsmissie uit. Aan boord is een nucleair wapen. Al vliegend blijkt dat Deakins dit wapen wil stelen. Deakins en Hale raken in de cockpit in gevecht en hierdoor stort de bommenwerper in de woestijn neer. Beide piloten ontsnappen met hun schietstoel. Deakins maakt contact met zijn handlangers om zijn plannen verder uit te voeren en wordt daarbij dwarsgezeten door Hale, die onverwacht hulp krijgt van een vrouwelijke ranger (Samantha Mathis).

## Titel
De titel Broken Arrow verwijst naar een code van het Amerikaanse leger die aanduidt dat een nucleair wapen wordt vermist.

## Rolverdeling
| Acteur             | Personage                 |
| ------------------ | ------------------------- |
| John Travolta      | Majoor Vic 'Deak' Deakins |
| Christian Slater   | Kapitein Riley Hale       |
| Samantha Mathis    | Ranger Terry Carmichael   |
| Delroy Lindo       | Kolonel Max Wilkins       |
| Bob Gunton         | Pritchett                 |
| Frank Whaley       | Giles Prentice            |
| Howie Long         | Kelly                     |
| Vondie Curtis-Hall | Chief Sam Rhodes          |

## Soundtrack
De muziek uit de film werd gecomponeerd door Hans Zimmer en uitgebracht op een soundtrackalbum door Milan Records.